# Glosar de electromagnetism
Acest glosar conține termeni din electromagnetism și electrotehnică.
Pentru termeni din mecanică, termodinamică, optică sau fizica particulelor elementare, accesați celelalte glosare din categoria Categorie:Glosare de fizică.

## A
- absorbție - fenomen ce însoțește de obicei propagarea undelor electromagnetice într-un mediu disipativ, constând în micșorarea intensității undei cu distanța parcursă. După parcurgerea spațiului x, intensitatea undei devine {\displaystyle I=I_{0}e^{-\alpha x}} (legea de absorbție a undelor), unde {\displaystyle I_{0}} este intensitatea undei înainte de a pătrunde în mediul disipativ, iar {\displaystyle \alpha } este coeficientul de absorbție.
- acceptor - atom trivalent, de natură străină, care poate primi un electron suplimentar, determinând apariția unui gol pozitiv în masa unui semiconductor.
- ac magnetic - piesă magnetică, de regulă din aliaj de aluminiu, nichel și cobalt, partea centrală a unei busole.
- acționare electrică - sistem de conversie a energiei electrice în energie mecanică, având sau nu control asupra unor parametri electrici sau mecanici.
- acumulator - dispozitiv (în special element galvanic) care înmagazinează energia electrică și o cedează când este conectat la un circuit electric receptor.
- adâncime de pătrundere - mărime ce caracterizează pătrunderea câmpului electromagnetic în medii conductoare, egală cu grosimea la care intensitatea câmpului magnetic descrește de e ori față de valoarea de la suprafața conductorului (vezi și efect pelicular).
- admitanță - nume dat fenomenului invers impedanței și definit ca mărime caracteristică unui circuit de curent alternativ, egală cu raportul dintre valoarea efectivă a curentului electric absorbit și valoarea efectivă a tensiunii de alimentare.
- alternativ, curent ~ - curent electric care își schimbă sensul și intensitatea la perioade regulate.
- alternator - generator electric care produce tensiuni și curenți alternativi.
- amagnetic - (despre materiale) care nu prezintă magnetism.
- amper - unitate de măsură pentru intensitatea curentului electric, egală cu intensitatea unui curent electric constant de un volt, care străbate un conductor electric cu rezistență de un ohm.
- amperaj - intensitatea curentului electric, exprimată în amperi.
- ampermetru - instrument de măsură a intensității curentului electric, gradat în amperi, care se leagă totdeauna în serie în cadrul circuitului al cărui curent îl măsoară.
- amper oră - unitate de măsură pentru sarcina electrică egală cu cantitatea de electricitate transportată de un curent electric cu intensitatea de un amper printr-un conductor electric în timp de o oră, egală cu 3600 coulombi.
- amperormetru - instrument de măsură, gradat în amperore, a sarcinii electrice care trece printr-un circuit electric de curent continuu.
- amperspiră - unitate de măsură a tensiunii magnetice, egală cu tensiunea magnetică în lungul unei linii închise, produsă de o spiră prin care trece un curent electric cu intensitatea de un amper.
- anaforeză -  deplasare a particulelor dintr-o soluție coloidală spre anod sub acțiunea unui curent electric.
- anion - ion cu sarcină negativă, care, în timpul electrolizei, se deplasează către anod.
- anizotropie - proprietat e a unui corp cu structură internă ordonată de a prezenta caracteristici electrice variate, în funcție de direcția de măsurare și de observare; sinonim: eolotropie.
- anod - electrod pozitiv al unei pile electrice, al unui aparat de electroliză etc., care captează electroni dintr-o baie de electroliză sau emiși de catod.
- antenă - sistem tehnic pentru emisia și recepția undelor electromagnetice.
- antiferoelectricitate - fenomen opus feroelectricității care se referă la proprietatea materialelor de a prezenta o dispoziție dipolară, dar care nu prezintă polarizație electrică⁠(d) remanentă atunci când li se aplică un câmp electric extern.
- antimagnetic - care este insensibil la câmpuri magnetice.
- antistatic - substanță care împiedică sau care limitează electrizarea statică a fibrelor chimice, a materialelor plastice sau a cauciucurilor.
- antistatizare - acțiunea de a împiedica electrizarea unui material alcătuit din fibre sintetice prin tratarea cu o substanță antistatică.
- aprindere - stabilirea descărcării electrice într-o lampă cu arc voltaic, într-un tub cu vapori de mercur etc.
- arc electric - descărcare electrică foarte luminoasă care are loc între doi electrozi prin care circulă un curent de mare intensitate.
- armătură - ansamblul conductoarelor unui condensator electric.
- astatic - (despre un ac magnetic) care este astfel dispus, încât să fie în echilibru indiferent de acțiunile exercitate asupra lui de către un câmp magnetic în care a fost plasat.
- atracție magnetică (sau electrică) - putere a unui magnet sau a unui corp electrizat de a atrage alte corpuri.
- autoinducție - excitație a unei forțe electromagnetice de inducție în propriul circuit al curentului, când intensitatea acestuia variază; altă denumire: selfinducție.
- autotransformator - transformator de curent alternativ monofazat, cu o singură înfășurare și cu trei borne, două externe pentru tensiunea înaltă și una intermediară, care, împreună cu câte una din cele externe, constituie bornele pentru tensiunea joasă.

## B
- B - simbol pentru inducția magnetică.
- baterie electrică - reunirea mai multor butelii de Leyda sau a mai multor elemente voltaice spre a produce descărcări electrice sau curent electric.
- bec incandescent:

- balon mic de sticlă având in interior un filament, care devine incandescent când este străbătut de un curent electric;
- lampă alcatuită dintr-un soclu și dintr-un astfel de balon.
- bioelectromagnetism - studiul fenomenelor electrice, electromagnetice și magnetice ce se produc în țesuturile biologice (vezi și electricitate animală, electrofiziologie).
- biot - unitate de măsură tolerată pentru intensitatea curentului electric, egală cu 10 amperi.
- bobină - ansamblu de spire format prin înfășurarea unui conductor electric pe un miez (de regulă feromagnetic) și al cărui parametru principal este inductanța.
- butelie de Leyda - condensator electric în formă de cilindru sau de con, alcătuit dintr-o butelie de sticlă cuprinsă între două armături metalice.

## C
- C - simbol pentru unitatea de măsură Coulomb.
- capacimetru - aparat pentru măsurarea capacității electrice.
- capacitate electrică - mărime care caracterizează conductorii electrici izolați, numeric egală cu sarcina electrică ce produce o variație de un volt a potențialului conductorului.
- capacitiv - referitor la capacitatea electrică; care se comportă ca un condensator electric; vezi și: reactanță capacitivă.
- capacitor - vezi condensator.
- captor de vibrații - dispozitiv care transformă o mărime caracteristică stării de vibrație a unui corp într-o mărime electrică, în scopul măsurării acesteia.
- cataforeză - deplasare spre catod a particulelor dintr-o soluție coloidală sub acțiunea câmpului electric.
- cation - ion cu sarcină electrică pozitivă, care se deplasează spre catod sub acțiunea unui câmp electric.
- catod

- electrod prin care iese curentul electric continuu de conducție dintr-o baie de electroliză, la polul negativ al sursei; (vezi și lampă catodică).
- electrod al unui tub electronic care emite electroni.
- catodoluminescență - luminescență pe care o prezintă unele substanțe în urma bombardării cu electroni.
- câmp electric -  regiune a spațiului în care se exercită forțe asupra corpurilor încărcate cu electricitate; stare fizică care există într-o asemenea regiune.
- câmp magnetic - câmpul răspunzător pentru forțele magnetice, încorporat, împreună cu câmpul electric, în câmpul electromagnetic.
- celulă fotoelectrică - element de circuit electric, cu doi electrozi, care se bazează pe efectul fotoelectric și care lasă să treacă prin el un curent electric de intensitate mai mare sau mai mică ( sinonime: fotodiodă, fotocelulă).
- celulă fotovoltaică - vezi fotoelement.
- centrală electrică - sistem de instalații care servesc la producerea energiei electrice cu ajutorul unor generatoare puse în mișcare de motoare sau turbine.
- circuit magnetic - elementele, magnetice și non-magnetice, prin care trece fluxul magnetic în drumul de la polul nord la polul sud.
- circulație - mișcare a unui curent electric în interiorul unui conductor.
- Clausius–Mossotti, ecuația ~ - relația {\displaystyle {\frac {n\alpha }{3\epsilon _{0}}}={\frac {\epsilon _{r}-1}{\epsilon _{r}+2}},} unde:

{\displaystyle n=} numărul de dipoli pe unitatea de volum.
{\displaystyle \alpha =} polarizabilitate;
{\displaystyle \epsilon _{0}=} permitivitatea absolută a vidului;
{\displaystyle \epsilon _{r}=} permitivitate relativă.
- coercitivitate intrinsecă - forța demagnetizatoare necesară pentru a demagnetiza permanent un magnet.
- cofret - firidă închisă cu o ușă metalică, în care sunt grupate siguranțele unei instalații de curent electric de putere relativ mică.
- comutator - dispozitiv pentru închiderea sau deschiderea rețelei prin care trece un curent electric sau pentru schimbarea direcției acestuia (sinonim: întrerupător).
- condensator (electric) - sistem de două conductoare, separate printr-un mediu izolant sau prin vid, servind la acumularea de electricitate statică; sinonim: capacitor.

- condensator variabil - condensator a cărui capacitate poate fi variată prin deplasarea relativă a armăturilor lui.

- conductibilitate electrică - proprietate a unor corpuri de a putea fi străbătute de curent electric sub acțiunea unei tensiuni electrice.
- conductor - corp (fir, sârmă etc.) prin care poate trece un curent electric continuu.
- conservarea sarcinii electrice - principiu de conservare conform căruia sarcina electrică nu poate fi nici creată, nici distrusă.
- constantă dielectrică - raportul dintre capacitatea unui condensator electric care conține între armături o substanță izolatoare și capacitatea aceluiași condensator când conține între armături aer sau vid (sinonim: permitivitate relativă).
- convecție - transfer de curent electric care are loc într-un mediu lichid sau gazos, prin deplasarea substanței respective.
- convertizor - mașină electrică destinata a transforma un curent electric.
- coulomb - unitate de măsură pentru sarcina electrică, egala cu cantitatea de electricitate care traversează într-o secundă secțiunea unui conductor străbătut de un curent electric constant de un amper.
- curent alternativ - curent electric al cărui sens variază periodic în același circuit.
- curent continuu - curent electric care are un singur sens, iar intensitatea este constantă.
- curent teluric - curent electric care circulă prin sol.
- Curie, legea ~ - formula: {\displaystyle \chi ={\frac {\mu _{0}nm_{0}^{2}}{3kT}},} unde:

{\displaystyle \chi =} susceptibilitate magnetică;
{\displaystyle \mu _{0}=} permeabilitatea magnetică a vidului;
{\displaystyle n=} densitatea dipolilor;
{\displaystyle m_{0}=} moment magnetic;
{\displaystyle k=} Constanta Boltzmann;
{\displaystyle T=} temperatura absolută.
- Curie, punct~ (sau temperatură ~) - vezi punct Curie.
- cușcă Faraday - incintă din plasă metalică ce blochează efectul câmpurilor electrice și magnetice, servind la realizarea protecției împotriva radiațiilor electromagnetice.

## D
- decibel - unitate de măsură utilizată în electronică și telecomunicații, a nivelului de transmisiune, a atenuării și amplificării.
- densitate de curent - raportul dintre intensitatea curentului electric care trece printr-un conductor și secțiunea transversală a acestuia.
- densitate de energie (a unui câmp electromagnetic) - cantitatea de energie (electrică și magnetică) stocată în unitatea de volum a acestui câmp: {\displaystyle u={\frac {\varepsilon }{2}}\mathbf {E} ^{2}+{\frac {1}{2\mu }}\mathbf {B} ^{2}}, unde ϵ este permitivitatea, E - intensitatea câmpului electric, μ - permeabilitatea magnetică, B - inducția magnetică.
- dielectric - substanță care izolează sau conduce foarte greu curentul electric.
- doză - casetă prezentă instalațiile electrice cu conducte în tuburi pentru a face legăturile dintre conducte și ramificații.

## E
- ecuație de continuitate - vezi ecuații Maxwell.
- ecuațiile lui Maxwell  - sistem de ecuații care exprimă legile generale ale evoluției și structurii câmpului electromagnetic; acestea sunt:

| ecuații diferențiale | ecuații integrale |
| --- | --- |
| {\displaystyle \nabla \mathbf {E} ={\frac {1}{\epsilon _{0}}}\rho }                                                                  | {\displaystyle \oint _{S}\mathbf {E} \,d\mathbf {S} ={\frac {1}{\epsilon _{0}}}\,Q}                                                                           |
| {\displaystyle \nabla \times \mathbf {E} =-{\frac {\partial \mathbf {B} }{\partial t}}}                                              | {\displaystyle \oint _{C}\mathbf {E} \,d{\boldsymbol {\ell }}=-{\frac {d}{dt}}\int _{S_{C}}\mathbf {B} \,d\mathbf {S_{C}} }                                   |
| {\displaystyle \nabla \mathbf {B} =0}                                                                                                | {\displaystyle \oint _{S}\mathbf {B} \,d\mathbf {S} =0} |
| {\displaystyle \nabla \times \mathbf {B} =\mu _{0}\,\mathbf {J} +\mu _{0}\epsilon _{0}\,{\frac {\partial \mathbf {E} }{\partial t}}} | {\displaystyle \oint _{C}\mathbf {B} \,d{\boldsymbol {\ell }}=\mu _{0}\,I+\mu _{0}\epsilon _{0}\,{\frac {d}{dt}}\int _{S_{C}}\mathbf {E} \,d\mathbf {S_{C}} } |

- efect fotoconductiv - vezi fotoconductibilitate.
- efect fotoelectric extern - emisie de electroni de pe suprafața metalelor sau a semiconductoarelor, sub acțiunea iluminării.
- efect fotoelectric intern - punerea în libertate, în masa unui semiconductor, a purtătorilor de sarcini sub acțiunea iluminării.
- electricitate:

- una dintre proprietățile fizice fundamentale ale materiei, care se manifestă prin ansamblul fenomenelor legate de apariția, de mișcarea și de interacțiunea corpurilor purtătoare de sarcină electrică;
- ramură a fizicii care se ocupă cu studiul fenomenelor electrice;
- totalitatea fenomenelor electrice.
- electricitate animală - energie electrică produsă de țesuturile vii (vezi și bioelectromagnetism, electrofiziologie).
- electricitate atmosferică - ansamblul fenomenelor electrice din atmosferă (fulgere, trăsnete etc.).
- electricitate statică - fenomen fizic în care sarcinile electrice sunt acumulate pe suprafețe solide, în urma unei perturbări electrice sau prin contact cu alte suprafețe încărcate electric.

- electrizare - încărcare a unui corp cu electricitate statică, prin frecare, contact cu alt corp, încălzire, acțiuni chimice sau inducție.
- electrocaloric - referitor la căldura dezvoltată sau absorbită în conductoare prin trecerea curentului electric, care aparține acestei călduri.
- electrocutare - străbatere a unui organism viu de către un curent electric de intensitate capabilă să-i provoace o vătămare sau chiar moartea.
- electrodinamic:

- referitor la stările și la fenomenele legate de prezența câmpului electromagnetic variabil în timp sau la acțiunile care se exercită între conductoarele parcurse de curenții electrici; care aparține acestor stări, fenomene și acțiuni;
- (despre instrumente de măsură) bazat pe interacțiunea dintre două bobine parcurse de curent electric.
- electrodinamică - ramură a fizicii care se ocupă cu studiul proprietăților electrice și magnetice ale materiei.
- electrodinamism - totalitatea fenomenelor produse de un curent electric.
- electrofiziologie - studiul fenomenelor electrice și electrochimice care se produc în celule sau în țesuturile organismelor vii și, în particular, în neuroni și fibre musculare (vezi și electricitate animală, electrofiziologie).
- electrolit - compus chimic care, prin dizolvare sau prin topire, se disociază, scindându-se în ioni, și care conduce curentul electric prin transportul acestor ioni.
- electroliză -  descompunere a unui electrolit sub acțiunea unui curent electric.
- electromagnet:

- bucata de oțel care dobândește proprietăți magnetice când, printr-un fir metalic care o înfășoară, trece un curent electric;
- corp feromagnetic magnetizat temporar.
- electromagnetism - ramură a electricității care studiază câmpul magnetic produs de sarcinile electrice în mișcare, acțiunea câmpului magnetic asupra curentului electric, undele electrice și cele magnetice, fenomenul inducției electromagnetice etc.
- electromotor:

- motor electric;
- care poate produce curent electric.
- eolotropie - vezi anizotropie.
- excitație:

- aplicare a unei mărimi de comandă (tensiune electrică, curent electric etc.) la intrarea unui aparat sau a unui dispozitiv comandat;
- alimentarea prin curent electric a unui ansamblu de spire conducătoare pentru a produce un câmp magnetic;
- ansamblul de spire prin care trece curentul de excitație.
- extracurent - curent care se produce în aer în momentul când se deschide un circuit străbătut de un curent electric datorită autoinducției și care se manifestă printr-un arc.

## F
- factor de corecție a temperaturii - parametru utilizat pentru corectarea conductivității electrice în funcție de temperatură.
- faradic, curent ~ - curent alternativ generat prin inducție electromagnetică.
- fază - fiecare dintre circuitele componente ale unui sistem de circuite electrice.
- feroelectricitate⁠(d) - proprietate a unor materiale de a dezvolta o polarizație electrică⁠(d) remanentă atunci când sunt supuse la un câmp electric extern.
- filament - conductor subțire, de obicei de metal, care devine incandescent, când este străbătut de curent electric.
- fișă de curent - piesă fixată la capătul unui șnur electric pentru a stabili un contact între priză și un receptor; sinonim: ștecăr sau ștecher.
- flux electric - raportul dintre câmpul electric și suprafața considerată.
- flux magnetic - raportul dintre câmpul magnetic și suprafața considerată.
- forță electromagnetică - forța care apare între particule cu sarcină electrică, a doua ca putere dintre cele patru forțe fundamentale.
- forță electromotoare - tensiune electrică la bornele unui generator când circuitul electric este deschis; se definește matematic ca fiind circulația vectorului câmp electric imprimat Ei pe curba închisă a circuitului Γ {\displaystyle \;{\mathcal {E}}=\oint _{\Gamma }\mathbf {E_{i}} d\mathbf {l} .} (sinonim: tensiune electromotoare).
- fotocelulă - vezi celulă fotoelectrică.
- fotoconductibilitate (sau fotoconductivitate, fotoconducție) - conductivitate electrică a semiconductoarelor, produsă prin iluminarea suprafeței acestora; sinonim: efect fotoconductiv.
- fotodiodă - vezi celulă fotoelectrică.
- fotoelement:

- aparat care emite un curent electric de intensitate variabila în raport cu lumina care cade pe acesta (sinonime: pilă fotovoltaică, celulă fotovoltaică).
- aparat foarte sensibil pentru măsurat intensitatea razelor ultraviolete.

## G
- galvanism:

- acțiunea unor curenți electrici asupra organismelor și a organelor vii;
- curent electric produs cu ajutorul pilelor electrochimice; curent continuu.
- galvanizare

- acoperire a unei piese metalice, prin electroliză, cu un strat subțire de zinc pentru a o face mai rezistentă la coroziune;
- excitarea unui țesut sau un organ al corpului printr-un curent continuu, în scopuri terapeutice sau experimentale.
- galvanometru -  instrument cu care se constată prezența unui curent continuu slab și se masoară intensitatea acestuia.
- gama - unitate de măsură pentru densitatea câmpului magnetic, utilizată în special în geofizică, egală cu o nanotesla.
- generator (electric) - mașină care transformă energia mecanică în energie electrică.

- generator electrostatic - generator electric care produce electricitate statică, la tensiune ridicată, pe suprafața unei sfere metalice.
- generator Van de Graaff - generator electrostatic care se bazează pe încărcarea unei sfere metalice cu ajutorul unei benzi izolate electrizate, prin contact pe suprafața interioară a sferei.

- grup electrogen - agregat format dintr-un motor electric și un generator de curent electric.

## H
- heliotehnică - tehnică de utilizare a energiei solare prin transformarea luminii naturale in curent electric cu ajutorul fotopilelor.

## I
- impedanță - mărime electrică egală cu raportul dintre valoarea efectivă a tensiunii electrice aplicate unui anumit circuit și valoarea efectivă a intensității curentului electric absorbit de circuit.
- inductanță - mărime caracteristică unui circuit electric sau unei perechi de circuite electrice alăturate, egală cu raportul dintre fluxul magnetic care străbate suprafața mărginită de conturul unuia dintre circuite și intensitatea curentului electric care produce acest flux (sinonim: inductivitate).
- inductivitate - vezi inductanță.
- inducție - acțiune reciprocă între două corpuri distante dintre care cel puțin unul are o încărcătură electrică sau este magnetizat.
- inducție electrică - mărime fizică vectorială care, împreună cu intensitatea câmpului electric, determină macroscopic starea electrică a câmpului electromagnetic din corpuri.
- inducție electromagnetică - producere a unui curent electric într-un circuit prin varierea fluxului magnetic.
- inducție electrostatică - separare a sarcinilor electrice și redistribuire a lor pe suprafața unui conductor, datorită acțiunii unui câmp electric.
- inducție magnetică - mărime fizică vectorială care, împreună cu intensitatea câmpului magnetic, determină macroscopic starea magnetică a câmpului electromagnetic din corpuri.
- inducție mutuală - inducție electromagnetică exercitată reciproc între două circuite parcurse de curenți electrici variabili.
- indus:

- (despre tensiuni electromotoare și curenți electrici) care se produce prin inducție electromagnetică;
- parte a unei mașini electrice în care se produce, prin inducție, un curent electric.
- inversor - dispozitiv care inversează sensul mișcării unei mașini electrice, al unui curent electric.
- invertor - mutator care transformă curentul electric continuu în curent electric alternativ.

## Î
- întrerupător - vezi comutator.

## K
- kiloampermetru - instrument folosit pentru măsurarea curenților electrici de mare intensitate.

## L
- lampă catodică - tub electronic care emite electroni.
- levitație magnetică - anulare a gravitației prin acțiunea unui câmp magnetic asupra unui corp străbătut de un curent electric.

## M
- metamaterial - material conceput să aibă proprietăți electromagnetice care nu se găsesc în materialele naturale, cum ar fi indice de refracție, permitivitate electrică sau permeabilitate magnetică negative.
- microampermetru -  instrument pentru măsurarea curenților electrici foarte slabi.
- motor electric -  motor care transformă energia electrică în energie mecanică; sinonim: electromotor.
- mutator - aparat sau instalație care transformă curentul electric alternativ în curent continuu sau cel continuu în alternativ și care permite variația amplitudinii, a frecvenței și a fazei curentului alternativ (vezi și invertor).

## N
- nepolar - (despre molecule sau grupări de atomi) care este lipsit de curent electric permanent.
- nivel de transmisiune - mărime fizică exprimată prin logaritmul natural dintre amplitudinea finală {\displaystyle A_{1}} și cea inițială {\displaystyle A_{0}} (sau de referință) a unui semnal electromagnetic: {\displaystyle n=\ln {\frac {A_{1}}{A_{0}}}.}

## O
- ohm - unitate de măsură a rezistenței electrice egală cu rezistența unui conductor, prin care trece un curent electric de un amper, cand diferența de potențial la capetele lui este de un volt.
- ondograf - aparat care înregistreaza pe o bandă de hârtie forma curbei care reprezinta mersul în timp al tensiunii unui curent electric.
- oscilație electromagnetică - variație în timp a mărimilor caracteristice unui sistem fizic, însoțită de o transformare a energiei din electrică în magnetică și invers, în mod periodic sau cvasiperiodic, reversibil sau parțial reversibil.
- osciloscop - aparat care transformă variațiile periodice ale unui curent electric în semnale optice.

## P
- pendul electric - pendul care este folosit ca electroscop.
- permitivitate relativă - vezi constantă dielectrică.
- pilă fotovoltaică - vezi fotoelement.
- polarizare (electrică) - realizare a unei asimetrii în distribuția sarcinii electrice pozitive și negative a unui sistem fizic (atom, moleculă etc.), a unui mediu sau a unui corp.
- pol electric:

- fiecare dintre centrele de sarcină electrică ale unei pile electrice sau ale unui curent electric;
- fiecare dintre cele două regiuni ale unui corp polarizat electric, de la care diverg sau către care converg liniile de câmp ale inducției magnetice.
- pol magnetic:

- fiecare dintre cele două puncte în care se aplică forțele care acționează asupra unui magnet când acesta se găsește într-un câmp magnetic;
- partea unui corp din care ies sau în care intră liniile de câmp ale inducției magnetice.
- pozitiv:

- (despre sarcină electrică) de același fel cu sarcina nucleelor atomice sau cu sarcina obținută prin frecarea unui baston de ebonită cu un postav;
- (despre bornă, pol, electrod) prin care iese curentul electric sau care se leagă de acest loc.
- priză - dispozitiv care permite conectarea la rețeaua electrică a unui aparat, instrument etc. prin intermediul unei fișe de curent.
- priză de pământ - ansamblu de conductoare metalice prin care se face împământarea unei rețele electrice, a utilajelor acționate electric.
- problema Thomson - problemă clasică de electrostatică ce presupune determinarea configurației optime, pe suprafața unei sfere unitare, a unui număr N de electroni, care se resping reciproc (conform legii lui Coulomb), astfel încât energia potențială electrostatică totală să fie minimă.
- pulsant - vezi pulsator.
- pulsator, curent ~ - curent electric format din alternanțe de un singur sens (sinonim: pulsant).
- punct Curie - temperatura de tranziție la care un magnet își pierde definitiv toate proprietățile magnetice.
- punte - dispozitiv de măsură a unor mărimi electrice format din patru elemente, o sursă de energie și un instrument de măsură; exemplu: puntea Wheatstone.

## R
- radar - sistem care utilizează impulsuri de unde radio pentru a detecta poziția obiectelor, măsurând timpul necesar unui impuls să ajungă la obiect și să fie reflectat înapoi.
- radiație catodică - flux de electroni emiși de catodul unui tub de descărcare electrică într-un gaz care se află la presiune foarte joasă sau în vid; altă denumire: raze catodice.
- radiație electromagnetică - câmp electromagnetic variabil în timp și în spațiu, care se propagă sub forma de unde transversale, cu viteza luminii; cele două componente, electrică și magnetică, oscilează în plane perpendiculare, linia de intersecție a acestora fiind direcția de propagare; sinonim: undă electromagnetică.
- raze catodice - vezi radiație catodică.
- reactanță capacitivă - reactanța unui condensator, definită prin inversul produsului dintre capacitatea acestuia și pulsația curentului alternativ.
- reactor - bobină sau condensator folosite ca sisteme fizice care prezintă în principiu reactanța într-un circuit electric.
- reacțiunea indusului - totalitatea fenomenelor datorate câmpului magnetic produs de indus la funcționarea în sarcină a unei mașini electrice.
- redresare - transformarea unei puteri de curent alternativ în forma de putere de curent continuu, prin suprimarea sau prin inversarea alternanțelor de un anumit sens ale curentului.
- redresor - dispozitiv cu ajutorul căruia se obține, dintr-un curent electric alternativ, un curent continuu.
- reluctanță - mărime fizică egală cu raportul dintre tensiunea magnetică de-a lungul unui circuit și fluxul magnetic care străbate circuitul.
- reoscop - instrument cu ajutorul căruia se constată prezența unui curent electric.
- reostricțiune - contracție transversală a unui conductor străbătut de curent electric.
- rezistență electrică:

- forță pe care un conductor electric o opune trecerii curentului și care depinde de materialul din care este făcut conductorul, de grosimea și de lungimea lui;
- vezi rezistor.
- rezonator electric - circuit în care apare un curent electric atunci când se găsește într-un câmp electromagnetic alternativ de o anumită frecvență.

## S
- sarcină electrică:

- mărime scalară ce caracterizează proprietatea unui corp de a crea în jurul sau un câmp electric sau de a fi acționat atunci când se află în câmpul electric al altui corp;
- putere electrică activă dată sau luată de un sistem tehnic generator, transmițător sau transformator de energie.
- scurtcircuit:

- legatură electrică între două puncte ale unei rețele sau instalații, avand o rezistență foarte mică;
- fenomen fizic care constă în întreruperea accidentală a curentului electric într-o rețea sau o instalație prin stabilirea unei astfel de legături electrice.
- selfinducție - vezi autoinducție.
- siguranta automată - siguranță electrică de tipul unui întrerupător automat, care este repusă în funcțiune prin simpla apăsare a unui buton.
- siguranță electrică - dispozitiv care întrerupe automat un circuit electric la trecerea unui curent electric prea intens.
- solenoid - bobină cilindrică cu spirele în formă de cercuri perpendiculare față de axa de simetrie a bobinei și străbătute de un curent electric pentru a crea în jurul lor un câmp magnetic.
- spectru:

- totalitatea liniilor de câmp dintr-un magnet, ale unui câmp electric etc.;
- descompunerea unei unde electromagnetice în componentele sale de frecvență.
- susceptibilitate magnetică - raportul dintre mărimea magnetizației unui mediu și cea a intensității câmpului magnetic căruia îi este supus.

## Ș
- șoc electric - efect patofiziologic care apare la trecerea unui curent electric prin corpul omului sau al unui animal.
- ștecăr sau ștecher - vezi fișă de curent.

## T
- tensiune:

- diferență de potențial dintre două puncte ale unui câmp electric;
- lucrul mecanic efectuat de câmpul electric la deplasarea unității de sarcină pozitivă între cele două puncte între care se măsoară diferența de potențial.
- tensiune electromotoare - tensiunea electrică la bornele unui generator electric în circuit deschis, sensul ei fiind dat de sensul curentului care străbate circuitul la închidere.
- tensiune magnetică sau magnetomotoare - mărime fizică scalară egală cu integrala de linie a intensității câmpului magnetic între două puncte ale unei curbe {\displaystyle \Gamma }; este suma algebrică a curenților de conducție înconjurați de curba închisă considerată:

{\displaystyle U_{m}=\oint _{\Gamma }{\vec {H}}d{\vec {s}}.}
- trăsnet - descărcare electrică de origine atmosferică care se produce între nori și pământ, constând din una sau mai multe descărcări succesive.
- tub electronic - dispozitiv sau aparat constituit dintr-un recipient etanș (de sticlă sau de metal), vidat sau cu gaz rarefiat, și echipat cu doi sau mai mulți electrozi, între care se stabilesc curenți electrici.

## U
- undă electromagnetică - vezi radiație electromagnetică.

## V
- vibrator:

- aparat care produce oscilații electromagnetice;
- întrerupător electromagnetic automat care produce oscilații slabe de înaltă frecvență;
- dispozitiv cu întrerupere mecanică, folosit pentru transformarea curentului continuu în curent alternativ monofazat;
- lamă metalică vibrantă care întrerupe un curent electric la comanda unui electromagnet, folosita la soneriile electrice.
- voltametru - aparat pentru studiul electrolizei, care permite determinarea intensității unui curent electric sau a cantității de electricitate prin măsurarea cantității de substanță depusă pe cale electrolitică.
- voltampermetru :

- instrument electric de măsură care indică direct produsul dintre valorile efective ale tensiunii și ale intensității unui curent electric;
- instrument de măsură indicator, care poate fi folosit succesiv ca voltmetru și ca ampermetru.

## W
- Wiedemann–Franz, legea ~ - teoremă care exprimă faptul că raportul dintre contribuția electronică a conductivității termice (κ) la conductivitatea electrică (σ) a unui metal este proporțional cu temperatura.